# Bock von Wülfingen

Wappen der Bock von Wülfingen

Bock von Wülfingen ist der Name eines niedersächsischen Uradelsgeschlechts.

## Geschichte

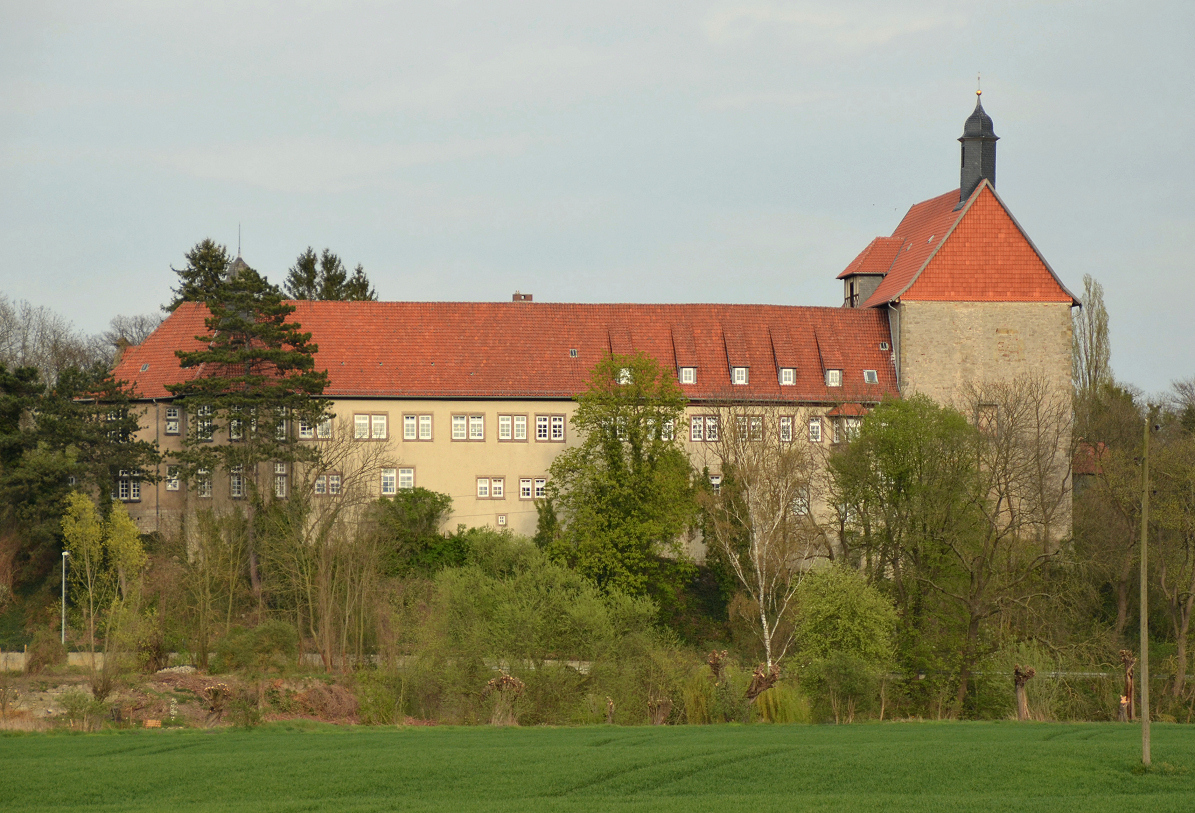
Die Poppenburg in Burgstemmen

Das Adelsgeschlecht wurde mit „Hermann miles de Wlvingi“ (Hermannus de Wulvingen) im Jahr 1175 erstmals urkundlich auf Burg Poppenburg bei Hildesheim erwähnt. Die sichere Stammreihe beginnt um 1230 mit Arnold von Wülfinghausen (auch Wülfingen, Bock). Das Geschlecht war bis 1387 als Burgmannen auf der fürstbischöflichen Poppenburg ansässig und hatte sie 1299 auch selbst im Pfandbesitz; es nannte sich daher auch „Bock von Poppenburg“.
Bischof Conrad erwähnt im Jahre 1241 einen Hermann Bock von Wülfingen. Die Ortschaft Wülfingen wird erst 1290 urkundlich als eine Gründung des Ritters Albert Bock genannt, als Lehen der Grafen von Spiegelberg. Bis zum Ende des 16. Jahrhunderts blieb die vor allem aus einem westlich der Kirche gelegenen Wohnturm bestehende Burg Wülfingen der Stammsitz der Familie Bock von Wülfingen. Die Familie Bock von Wülfingen besitzt noch in der Gegenwart das Patronat der ev.-luth. Kirchengemeinde Wülfingen.
Seit Gründung der Stadt Gronau im Jahr 1298 war die Familie Bock dort ansässig und hatte mehrere Burgmannshöfe, darunter der Bock’sche Hof I und der Bock’sche Hof II.
In Elze werden die Böcke, wie die Quellen sie nennen, 1315 urkundlich erwähnt und waren vermutlich schon vorher dort ansässig. Das Bock’sche Gutshaus, 1748 von dem späteren kurhannoverschen General Ernst Wilhelm Bock von Wülfingen (1707-1790) erbaut und bis heute im Familienbesitz, steht auf einem frühmittelalterlichen Königshof in nächster Nähe der von Karl dem Großen gegründeten Peter und Paul-Kirche. Es ist ein zweistöckiger, dreizehnachsiger Fachwerkbau.
Das Rittergut Bockerode befand sich seit mindestens Anfang des 16. Jahrhunderts im Besitz der Familie.
Abwechselnd der Älteste der Linien Bockerode, Gronau und Elze war seit 1371 Erbdrost und seit 1400 Erbkämmerer des Hochstifts Hildesheim.
Eine Nebenlinie waren die Bock von Oldendorf, die ab 1286, nach ihrem Stammsitz auf Burg Nordholz, als Bock von Nordholz benannt waren. Um 1350 erscheinen sie als Lehnsnehmer von Voldagsen in einer Urkunde der Grafen von Spiegelberg. Im Verlauf der Hildesheimer Stiftsfehde wurde die Burg Nordholz 1521 zerstört, und die Bock von Nordholz wählten nun Voldagsen als ihren neuen Stammsitz. Diese im Mannesstamm 1628 erloschene Linie führte ein abgewandeltes Wappen, das auf dem Epitaph der Anna von Helversen († 1588), Tochter der  Anna Margaretha von Bock zu Nordholz und Tante des Otto Plato von Helversen, dargestellt ist.
Georg Bock von Wülfingen wurde am 26. November 1913 unter der Nr. 483 ins königlich sächsische Adelsbuch eingetragen.

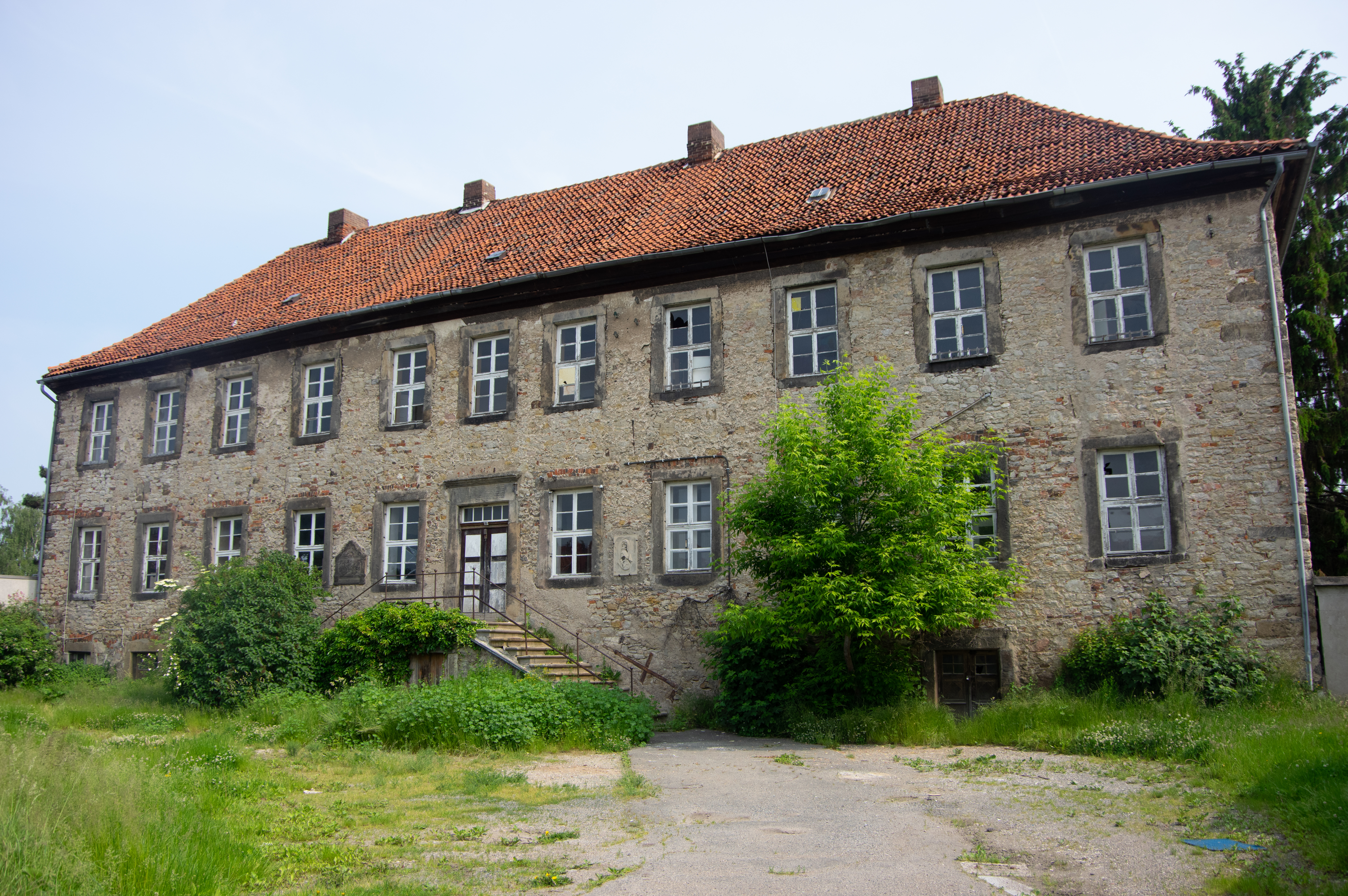
Herrenhaus des Bock’schen Hofes I in Gronau
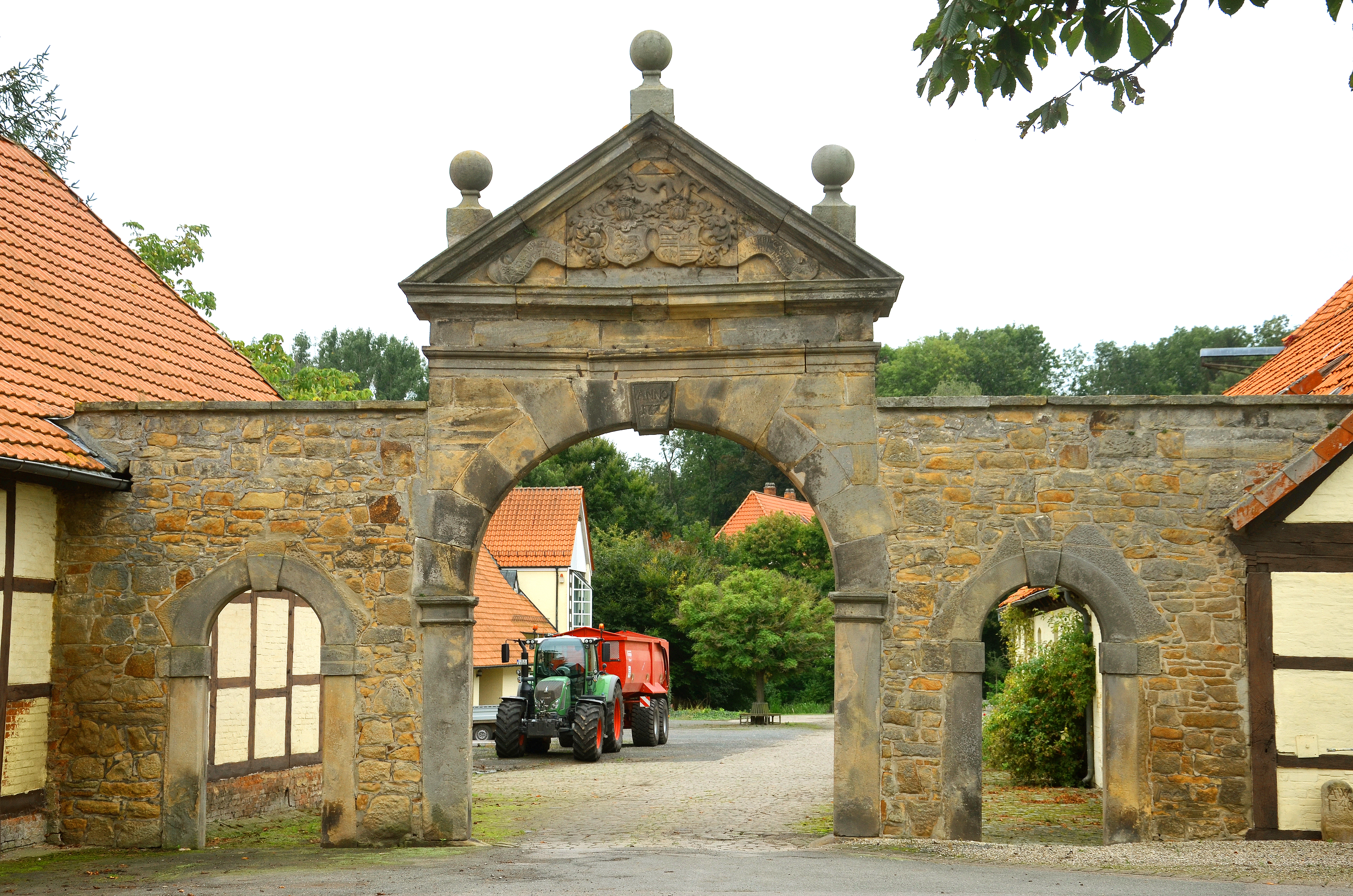
Rittergut Bockerode

## Wappen
Das Stammwappen zeigt in Gold zwei zum Sprung bereite schwarze Wölfe übereinander. Auf dem Helm mit schwarz-goldenen Decken über fünf (3:2) goldenen Rosen ein wachsender schwarzer Bockskopf mit goldenem Halsband. Das Wappen der Nebenlinie Bock von Nordholz zeigt zwei springende Böcke übereinander im Schild, und einen als Helmzier.

### Historische Wappenbilder

Wappen in Glasfenster, St. Marien zu Wülfingen
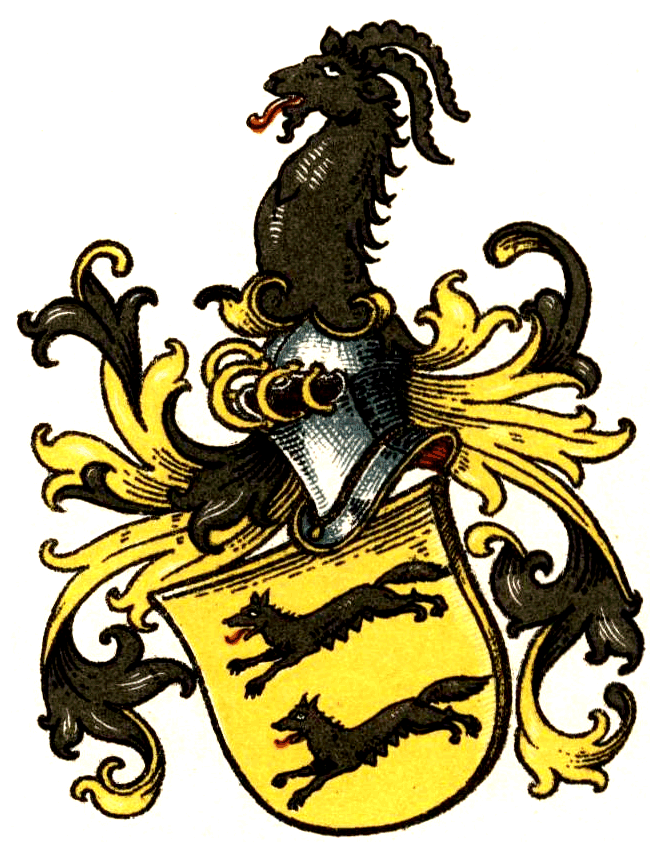
Wappen I im Wappenbuch des Westfälischen Adels
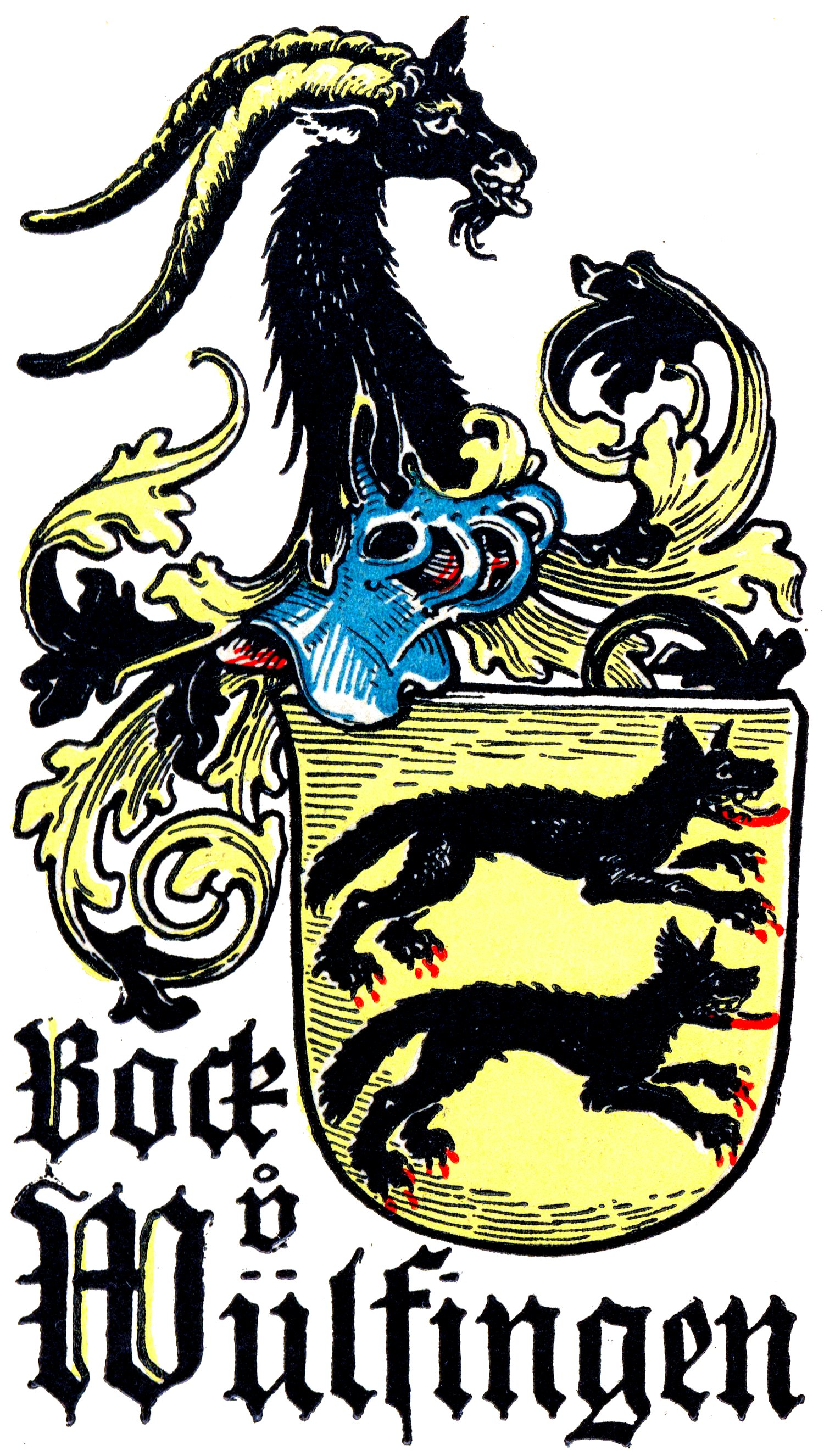
Wappengrafik von Otto Hupp im Münchener Kalender von 1934
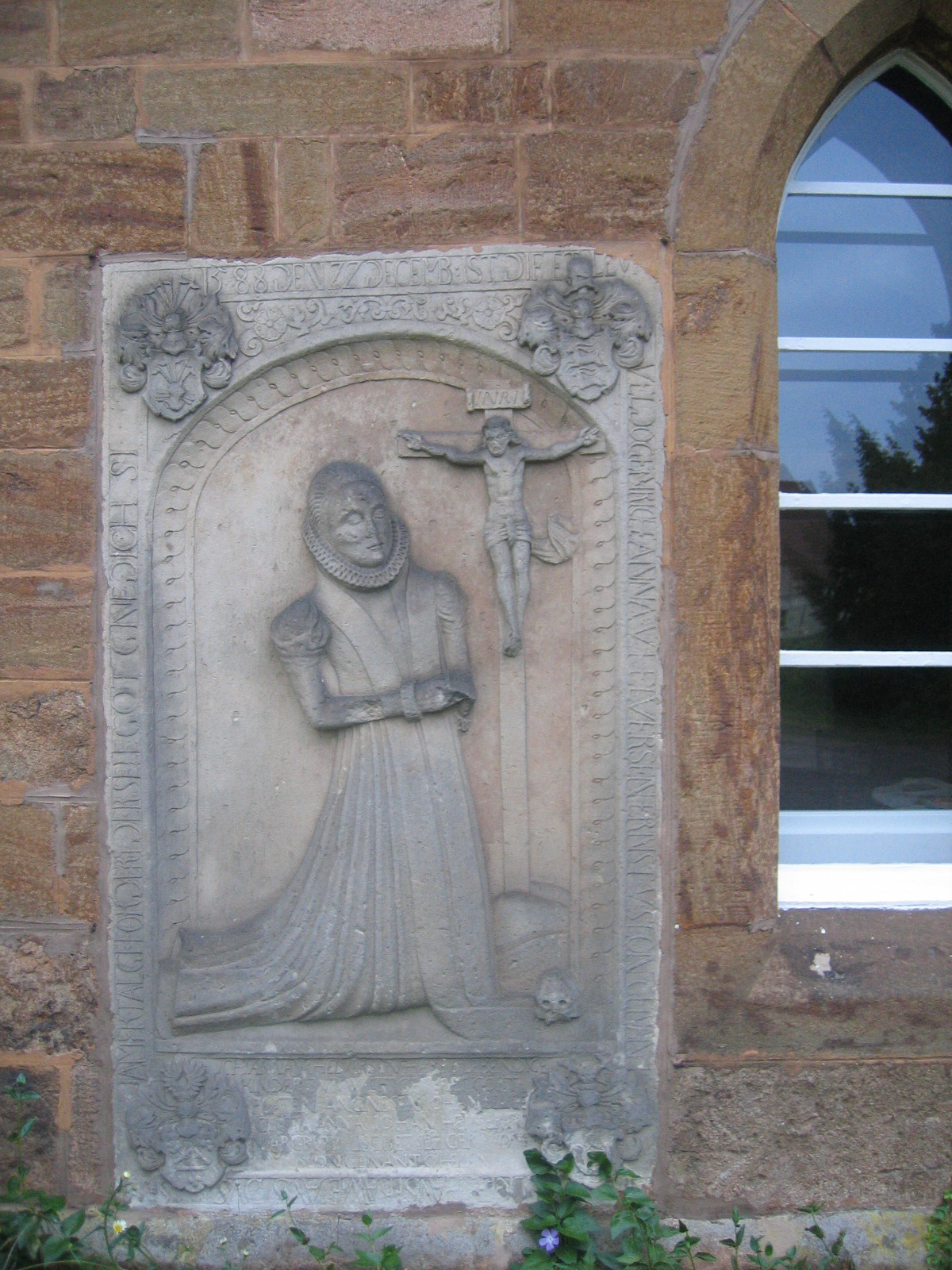
Wappen Bock von Nordholz (rechts oben), auf Epitaph der Anna von Helversen (1588), Schloss Hollwinkel
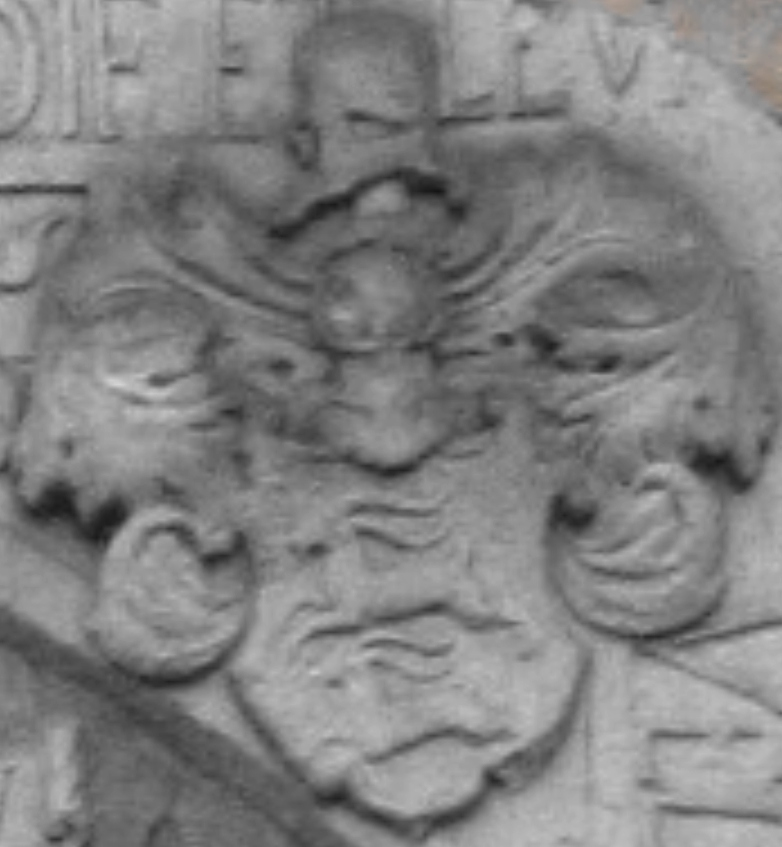
Wappen Bock von Nordholz auf Epitaph 1588 - vergrößert

## Persönlichkeiten
- Adolf Bock von Wülfingen (1840–1920), preußischer Generalmajor
- Bettina Bock von Wülfingen (* 1971), deutsche Kulturhistorikerin
- Burghard Bock von Wülfingen (1874–1950), preußischer Landrat
- Constantin Bock von Wülfingen (1885–1954), deutscher Verwaltungsjurist und Politiker (NSDAP)
- Detlef Bock von Wülfingen (1895–1984), deutscher Generalmajor
- Eberhardt Georg Otto Bock von Wülfingen (1754–1814), deutscher General im Dienste der britischen Krone
- Ernst Bock von Wülfingen (1840–1899), preußischer Generalmajor
- Ferdinand Bock von Wülfingen (1883–1956), deutscher Generalleutnant, Erbdrost und Erbkämmerer des Fürstentums Hildesheim
- Georg Bock von Wülfingen (Verwaltungsjurist) (1822–1905), deutscher Verwaltungsjurist
- Georg Bock von Wülfingen (Generalmajor) (1868–1952), deutscher Generalmajor
- Harry Bock von Wülfingen (1829–1881), deutscher Maschinenbauingenieur und Hanomag-Direktor
- Karl Bock von Wülfingen (1772–1852), hannoverscher Generalleutnant
- Otto Bock von Wülfingen (1855–1937), Generalmajor, Mitglied des preußischen Abgeordnetenhauses
- Wulbrand Bock von Wülfingen († 1583), Erzkämmerer der Stifts Hildesheim
- Wulbrand Georg Bock von Wülfingen (1580–1651), deutscher Domherr und Erzkämmerer

## Dichtung
- Klaus Krüger: Die Zaubermärchen des Freiherrn Bock von Wülfingen. Geschichten für große und kleine Leute. Asaro, Sprakensehl 2007, ISBN 3-939698-20-2 (Digitalisat)